# Armia Kanawha
Armia Kanawha – niewielka armia Stanów Skonfederowanych podczas wojny secesyjnej.
Oddziały Konfederacji nad ważnym kanałem transportowym, jakim była rzeka Kanawha w dolinie Zachodniej Wirginii, zostały zebrane pod szyldem „Armii Kanawha” przez byłego gubernatora Henry’ego Wise’a 6 czerwca 1861 roku. John Floyd dla którego dolina Kanawha była domem, przejął dowodzenie 11 sierpnia, próbując uskutecznić rekrutację, jednakże osobiste animozje pomiędzy nim a politykami, uniemożliwiły pełną kontrolę, aż do wczesnej jesieni.
Niesnaski między dowódcami kosztowały Konfederatów przegraną pod Carnifex Ferry, co skłoniło sekretarza wojny Judę Benjamina do przyznania pełnej kontroli nad tą niewielką (rozmiarami sięgała brygady) armią Floydowi. Po wysłaniu na zachodni teatr walk, „Armia” została wcielona do 3 dywizji armii Środkowego Kentucky, pod koniec grudnia. Po bitwie pod Fort Donelson pozostała część ludzi trafiła do armii Mississippi.